# Матисон, Герман Карлович
Ге́рман Ка́рлович Ма́тисон (латыш. Hermanis Matisons, нем. Hermann Mattison; 28 декабря 1894, Рига — 16 ноября 1932, Рига) — латышский, ранее российский, шахматист и шахматный композитор; один из сильнейших в Прибалтике в 1915—1930-х годах.
Первого успеха добился в 1915: 1-е место на турнире Рижского шахматного общества. Победитель 1-го Латвийского шахматного конгресса (1924). Участник международных турниров ФИДЕ (так называемых чемпионатов мира среди любителей): Париж (1924) — 1-е; Гаага (1928) — 3-е места. На международном турнире в Бардейове (1926) разделил 1-2-е место с С. Тартаковером. Возглавлял команду Латвии на IV-й шахматной олимпиаде (1931), где  выиграл у А. Алехина (один из двух проигрышей А. Алехина на олимпиадах 1930—1939 годов), А. Рубинштейна и М. Видмара.
Победив чемпиона мира Александра Алехина, с 23 июля 1931 года стал членом символического клуба Михаила Чигорина. 
Участник круговых международных турниров в Дебрецене (1925), Будапеште (1926), Карловы Вары (1929). В 1929 был 12-м шахматистом в мире по силе игры.
Один из крупнейших шахматных композиторов своего времени, Матисон с 1911 года создал около ста задач и этюдов, многие из которых удостоены призов на международных конкурсах. этюды Матисона отличаются динамичностью игры, лёгкостью построения и чистотой, филигранностью отделки.
Умер в возрасте 37 лет от туберкулёза. Уже после смерти Матисона в шахматном альманахе, изданном в Риге, было помещено собрание его лучших 50 этюдов.

## Этюды
|   | a | b | c | d | e | f | g | h |   |
| - | --- | --- | --- | --- | --- | --- | --- | --- | - |
| 8 | a7 чёрный король · e6 белая пешка · e5 белый король · f4 белый слон · a3 белая пешка · a1 чёрная ладья | a7 чёрный король · e6 белая пешка · e5 белый король · f4 белый слон · a3 белая пешка · a1 чёрная ладья | a7 чёрный король · e6 белая пешка · e5 белый король · f4 белый слон · a3 белая пешка · a1 чёрная ладья | a7 чёрный король · e6 белая пешка · e5 белый король · f4 белый слон · a3 белая пешка · a1 чёрная ладья | a7 чёрный король · e6 белая пешка · e5 белый король · f4 белый слон · a3 белая пешка · a1 чёрная ладья | a7 чёрный король · e6 белая пешка · e5 белый король · f4 белый слон · a3 белая пешка · a1 чёрная ладья | a7 чёрный король · e6 белая пешка · e5 белый король · f4 белый слон · a3 белая пешка · a1 чёрная ладья | a7 чёрный король · e6 белая пешка · e5 белый король · f4 белый слон · a3 белая пешка · a1 чёрная ладья | 8 |
| 7 | a7 чёрный король · e6 белая пешка · e5 белый король · f4 белый слон · a3 белая пешка · a1 чёрная ладья | a7 чёрный король · e6 белая пешка · e5 белый король · f4 белый слон · a3 белая пешка · a1 чёрная ладья | a7 чёрный король · e6 белая пешка · e5 белый король · f4 белый слон · a3 белая пешка · a1 чёрная ладья | a7 чёрный король · e6 белая пешка · e5 белый король · f4 белый слон · a3 белая пешка · a1 чёрная ладья | a7 чёрный король · e6 белая пешка · e5 белый король · f4 белый слон · a3 белая пешка · a1 чёрная ладья | a7 чёрный король · e6 белая пешка · e5 белый король · f4 белый слон · a3 белая пешка · a1 чёрная ладья | a7 чёрный король · e6 белая пешка · e5 белый король · f4 белый слон · a3 белая пешка · a1 чёрная ладья | a7 чёрный король · e6 белая пешка · e5 белый король · f4 белый слон · a3 белая пешка · a1 чёрная ладья | 7 |
| 6 | a7 чёрный король · e6 белая пешка · e5 белый король · f4 белый слон · a3 белая пешка · a1 чёрная ладья | a7 чёрный король · e6 белая пешка · e5 белый король · f4 белый слон · a3 белая пешка · a1 чёрная ладья | a7 чёрный король · e6 белая пешка · e5 белый король · f4 белый слон · a3 белая пешка · a1 чёрная ладья | a7 чёрный король · e6 белая пешка · e5 белый король · f4 белый слон · a3 белая пешка · a1 чёрная ладья | a7 чёрный король · e6 белая пешка · e5 белый король · f4 белый слон · a3 белая пешка · a1 чёрная ладья | a7 чёрный король · e6 белая пешка · e5 белый король · f4 белый слон · a3 белая пешка · a1 чёрная ладья | a7 чёрный король · e6 белая пешка · e5 белый король · f4 белый слон · a3 белая пешка · a1 чёрная ладья | a7 чёрный король · e6 белая пешка · e5 белый король · f4 белый слон · a3 белая пешка · a1 чёрная ладья | 6 |
| 5 | a7 чёрный король · e6 белая пешка · e5 белый король · f4 белый слон · a3 белая пешка · a1 чёрная ладья | a7 чёрный король · e6 белая пешка · e5 белый король · f4 белый слон · a3 белая пешка · a1 чёрная ладья | a7 чёрный король · e6 белая пешка · e5 белый король · f4 белый слон · a3 белая пешка · a1 чёрная ладья | a7 чёрный король · e6 белая пешка · e5 белый король · f4 белый слон · a3 белая пешка · a1 чёрная ладья | a7 чёрный король · e6 белая пешка · e5 белый король · f4 белый слон · a3 белая пешка · a1 чёрная ладья | a7 чёрный король · e6 белая пешка · e5 белый король · f4 белый слон · a3 белая пешка · a1 чёрная ладья | a7 чёрный король · e6 белая пешка · e5 белый король · f4 белый слон · a3 белая пешка · a1 чёрная ладья | a7 чёрный король · e6 белая пешка · e5 белый король · f4 белый слон · a3 белая пешка · a1 чёрная ладья | 5 |
| 4 | a7 чёрный король · e6 белая пешка · e5 белый король · f4 белый слон · a3 белая пешка · a1 чёрная ладья | a7 чёрный король · e6 белая пешка · e5 белый король · f4 белый слон · a3 белая пешка · a1 чёрная ладья | a7 чёрный король · e6 белая пешка · e5 белый король · f4 белый слон · a3 белая пешка · a1 чёрная ладья | a7 чёрный король · e6 белая пешка · e5 белый король · f4 белый слон · a3 белая пешка · a1 чёрная ладья | a7 чёрный король · e6 белая пешка · e5 белый король · f4 белый слон · a3 белая пешка · a1 чёрная ладья | a7 чёрный король · e6 белая пешка · e5 белый король · f4 белый слон · a3 белая пешка · a1 чёрная ладья | a7 чёрный король · e6 белая пешка · e5 белый король · f4 белый слон · a3 белая пешка · a1 чёрная ладья | a7 чёрный король · e6 белая пешка · e5 белый король · f4 белый слон · a3 белая пешка · a1 чёрная ладья | 4 |
| 3 | a7 чёрный король · e6 белая пешка · e5 белый король · f4 белый слон · a3 белая пешка · a1 чёрная ладья | a7 чёрный король · e6 белая пешка · e5 белый король · f4 белый слон · a3 белая пешка · a1 чёрная ладья | a7 чёрный король · e6 белая пешка · e5 белый король · f4 белый слон · a3 белая пешка · a1 чёрная ладья | a7 чёрный король · e6 белая пешка · e5 белый король · f4 белый слон · a3 белая пешка · a1 чёрная ладья | a7 чёрный король · e6 белая пешка · e5 белый король · f4 белый слон · a3 белая пешка · a1 чёрная ладья | a7 чёрный король · e6 белая пешка · e5 белый король · f4 белый слон · a3 белая пешка · a1 чёрная ладья | a7 чёрный король · e6 белая пешка · e5 белый король · f4 белый слон · a3 белая пешка · a1 чёрная ладья | a7 чёрный король · e6 белая пешка · e5 белый король · f4 белый слон · a3 белая пешка · a1 чёрная ладья | 3 |
| 2 | a7 чёрный король · e6 белая пешка · e5 белый король · f4 белый слон · a3 белая пешка · a1 чёрная ладья | a7 чёрный король · e6 белая пешка · e5 белый король · f4 белый слон · a3 белая пешка · a1 чёрная ладья | a7 чёрный король · e6 белая пешка · e5 белый король · f4 белый слон · a3 белая пешка · a1 чёрная ладья | a7 чёрный король · e6 белая пешка · e5 белый король · f4 белый слон · a3 белая пешка · a1 чёрная ладья | a7 чёрный король · e6 белая пешка · e5 белый король · f4 белый слон · a3 белая пешка · a1 чёрная ладья | a7 чёрный король · e6 белая пешка · e5 белый король · f4 белый слон · a3 белая пешка · a1 чёрная ладья | a7 чёрный король · e6 белая пешка · e5 белый король · f4 белый слон · a3 белая пешка · a1 чёрная ладья | a7 чёрный король · e6 белая пешка · e5 белый король · f4 белый слон · a3 белая пешка · a1 чёрная ладья | 2 |
| 1 | a7 чёрный король · e6 белая пешка · e5 белый король · f4 белый слон · a3 белая пешка · a1 чёрная ладья | a7 чёрный король · e6 белая пешка · e5 белый король · f4 белый слон · a3 белая пешка · a1 чёрная ладья | a7 чёрный король · e6 белая пешка · e5 белый король · f4 белый слон · a3 белая пешка · a1 чёрная ладья | a7 чёрный король · e6 белая пешка · e5 белый король · f4 белый слон · a3 белая пешка · a1 чёрная ладья | a7 чёрный король · e6 белая пешка · e5 белый король · f4 белый слон · a3 белая пешка · a1 чёрная ладья | a7 чёрный король · e6 белая пешка · e5 белый король · f4 белый слон · a3 белая пешка · a1 чёрная ладья | a7 чёрный король · e6 белая пешка · e5 белый король · f4 белый слон · a3 белая пешка · a1 чёрная ладья | a7 чёрный король · e6 белая пешка · e5 белый король · f4 белый слон · a3 белая пешка · a1 чёрная ладья | 1 |
|   | a | b | c | d | e | f | g | h |   |

1.Сe3+ Предварительное перекрытие вертикали е не позволит чёрным отдать ладью за центральную пешку белых, после чего позиция стала бы теоретически ничейной.

1...Крb7 2.e7 Л:a3 (вследствие предварительного перекрытия сейчас 2...Ле1 не работает)

3.Сa7!! — перекрытие вертикали а для чёрной ладьи

3...Лa1 Проигрывает  3...Кр:a7 4. Крd4/Kpf4 и шахи бесполезны, или  3...Лa2 4.Крf4 Лe2 5.Сe3 — перекрытие вертикали е.

4.Крf4! Лf1+

5.Сf2!! — перекрытие линии шаха и одновременно завлекающая жертва

5...Л:f2+ 6.Крe3 Лf1 7.Крe2(d2) с выигрышем.
|   | a | b | c | d | e | f | g | h |   |
| - | --- | --- | --- | --- | --- | --- | --- | --- | - |
| 8 | h8 чёрный король · g7 чёрный слон · a6 белая пешка · e6 чёрная ладья · h6 белый конь · b5 белая пешка · d2 белая пешка · d1 белый король | h8 чёрный король · g7 чёрный слон · a6 белая пешка · e6 чёрная ладья · h6 белый конь · b5 белая пешка · d2 белая пешка · d1 белый король | h8 чёрный король · g7 чёрный слон · a6 белая пешка · e6 чёрная ладья · h6 белый конь · b5 белая пешка · d2 белая пешка · d1 белый король | h8 чёрный король · g7 чёрный слон · a6 белая пешка · e6 чёрная ладья · h6 белый конь · b5 белая пешка · d2 белая пешка · d1 белый король | h8 чёрный король · g7 чёрный слон · a6 белая пешка · e6 чёрная ладья · h6 белый конь · b5 белая пешка · d2 белая пешка · d1 белый король | h8 чёрный король · g7 чёрный слон · a6 белая пешка · e6 чёрная ладья · h6 белый конь · b5 белая пешка · d2 белая пешка · d1 белый король | h8 чёрный король · g7 чёрный слон · a6 белая пешка · e6 чёрная ладья · h6 белый конь · b5 белая пешка · d2 белая пешка · d1 белый король | h8 чёрный король · g7 чёрный слон · a6 белая пешка · e6 чёрная ладья · h6 белый конь · b5 белая пешка · d2 белая пешка · d1 белый король | 8 |
| 7 | h8 чёрный король · g7 чёрный слон · a6 белая пешка · e6 чёрная ладья · h6 белый конь · b5 белая пешка · d2 белая пешка · d1 белый король | h8 чёрный король · g7 чёрный слон · a6 белая пешка · e6 чёрная ладья · h6 белый конь · b5 белая пешка · d2 белая пешка · d1 белый король | h8 чёрный король · g7 чёрный слон · a6 белая пешка · e6 чёрная ладья · h6 белый конь · b5 белая пешка · d2 белая пешка · d1 белый король | h8 чёрный король · g7 чёрный слон · a6 белая пешка · e6 чёрная ладья · h6 белый конь · b5 белая пешка · d2 белая пешка · d1 белый король | h8 чёрный король · g7 чёрный слон · a6 белая пешка · e6 чёрная ладья · h6 белый конь · b5 белая пешка · d2 белая пешка · d1 белый король | h8 чёрный король · g7 чёрный слон · a6 белая пешка · e6 чёрная ладья · h6 белый конь · b5 белая пешка · d2 белая пешка · d1 белый король | h8 чёрный король · g7 чёрный слон · a6 белая пешка · e6 чёрная ладья · h6 белый конь · b5 белая пешка · d2 белая пешка · d1 белый король | h8 чёрный король · g7 чёрный слон · a6 белая пешка · e6 чёрная ладья · h6 белый конь · b5 белая пешка · d2 белая пешка · d1 белый король | 7 |
| 6 | h8 чёрный король · g7 чёрный слон · a6 белая пешка · e6 чёрная ладья · h6 белый конь · b5 белая пешка · d2 белая пешка · d1 белый король | h8 чёрный король · g7 чёрный слон · a6 белая пешка · e6 чёрная ладья · h6 белый конь · b5 белая пешка · d2 белая пешка · d1 белый король | h8 чёрный король · g7 чёрный слон · a6 белая пешка · e6 чёрная ладья · h6 белый конь · b5 белая пешка · d2 белая пешка · d1 белый король | h8 чёрный король · g7 чёрный слон · a6 белая пешка · e6 чёрная ладья · h6 белый конь · b5 белая пешка · d2 белая пешка · d1 белый король | h8 чёрный король · g7 чёрный слон · a6 белая пешка · e6 чёрная ладья · h6 белый конь · b5 белая пешка · d2 белая пешка · d1 белый король | h8 чёрный король · g7 чёрный слон · a6 белая пешка · e6 чёрная ладья · h6 белый конь · b5 белая пешка · d2 белая пешка · d1 белый король | h8 чёрный король · g7 чёрный слон · a6 белая пешка · e6 чёрная ладья · h6 белый конь · b5 белая пешка · d2 белая пешка · d1 белый король | h8 чёрный король · g7 чёрный слон · a6 белая пешка · e6 чёрная ладья · h6 белый конь · b5 белая пешка · d2 белая пешка · d1 белый король | 6 |
| 5 | h8 чёрный король · g7 чёрный слон · a6 белая пешка · e6 чёрная ладья · h6 белый конь · b5 белая пешка · d2 белая пешка · d1 белый король | h8 чёрный король · g7 чёрный слон · a6 белая пешка · e6 чёрная ладья · h6 белый конь · b5 белая пешка · d2 белая пешка · d1 белый король | h8 чёрный король · g7 чёрный слон · a6 белая пешка · e6 чёрная ладья · h6 белый конь · b5 белая пешка · d2 белая пешка · d1 белый король | h8 чёрный король · g7 чёрный слон · a6 белая пешка · e6 чёрная ладья · h6 белый конь · b5 белая пешка · d2 белая пешка · d1 белый король | h8 чёрный король · g7 чёрный слон · a6 белая пешка · e6 чёрная ладья · h6 белый конь · b5 белая пешка · d2 белая пешка · d1 белый король | h8 чёрный король · g7 чёрный слон · a6 белая пешка · e6 чёрная ладья · h6 белый конь · b5 белая пешка · d2 белая пешка · d1 белый король | h8 чёрный король · g7 чёрный слон · a6 белая пешка · e6 чёрная ладья · h6 белый конь · b5 белая пешка · d2 белая пешка · d1 белый король | h8 чёрный король · g7 чёрный слон · a6 белая пешка · e6 чёрная ладья · h6 белый конь · b5 белая пешка · d2 белая пешка · d1 белый король | 5 |
| 4 | h8 чёрный король · g7 чёрный слон · a6 белая пешка · e6 чёрная ладья · h6 белый конь · b5 белая пешка · d2 белая пешка · d1 белый король | h8 чёрный король · g7 чёрный слон · a6 белая пешка · e6 чёрная ладья · h6 белый конь · b5 белая пешка · d2 белая пешка · d1 белый король | h8 чёрный король · g7 чёрный слон · a6 белая пешка · e6 чёрная ладья · h6 белый конь · b5 белая пешка · d2 белая пешка · d1 белый король | h8 чёрный король · g7 чёрный слон · a6 белая пешка · e6 чёрная ладья · h6 белый конь · b5 белая пешка · d2 белая пешка · d1 белый король | h8 чёрный король · g7 чёрный слон · a6 белая пешка · e6 чёрная ладья · h6 белый конь · b5 белая пешка · d2 белая пешка · d1 белый король | h8 чёрный король · g7 чёрный слон · a6 белая пешка · e6 чёрная ладья · h6 белый конь · b5 белая пешка · d2 белая пешка · d1 белый король | h8 чёрный король · g7 чёрный слон · a6 белая пешка · e6 чёрная ладья · h6 белый конь · b5 белая пешка · d2 белая пешка · d1 белый король | h8 чёрный король · g7 чёрный слон · a6 белая пешка · e6 чёрная ладья · h6 белый конь · b5 белая пешка · d2 белая пешка · d1 белый король | 4 |
| 3 | h8 чёрный король · g7 чёрный слон · a6 белая пешка · e6 чёрная ладья · h6 белый конь · b5 белая пешка · d2 белая пешка · d1 белый король | h8 чёрный король · g7 чёрный слон · a6 белая пешка · e6 чёрная ладья · h6 белый конь · b5 белая пешка · d2 белая пешка · d1 белый король | h8 чёрный король · g7 чёрный слон · a6 белая пешка · e6 чёрная ладья · h6 белый конь · b5 белая пешка · d2 белая пешка · d1 белый король | h8 чёрный король · g7 чёрный слон · a6 белая пешка · e6 чёрная ладья · h6 белый конь · b5 белая пешка · d2 белая пешка · d1 белый король | h8 чёрный король · g7 чёрный слон · a6 белая пешка · e6 чёрная ладья · h6 белый конь · b5 белая пешка · d2 белая пешка · d1 белый король | h8 чёрный король · g7 чёрный слон · a6 белая пешка · e6 чёрная ладья · h6 белый конь · b5 белая пешка · d2 белая пешка · d1 белый король | h8 чёрный король · g7 чёрный слон · a6 белая пешка · e6 чёрная ладья · h6 белый конь · b5 белая пешка · d2 белая пешка · d1 белый король | h8 чёрный король · g7 чёрный слон · a6 белая пешка · e6 чёрная ладья · h6 белый конь · b5 белая пешка · d2 белая пешка · d1 белый король | 3 |
| 2 | h8 чёрный король · g7 чёрный слон · a6 белая пешка · e6 чёрная ладья · h6 белый конь · b5 белая пешка · d2 белая пешка · d1 белый король | h8 чёрный король · g7 чёрный слон · a6 белая пешка · e6 чёрная ладья · h6 белый конь · b5 белая пешка · d2 белая пешка · d1 белый король | h8 чёрный король · g7 чёрный слон · a6 белая пешка · e6 чёрная ладья · h6 белый конь · b5 белая пешка · d2 белая пешка · d1 белый король | h8 чёрный король · g7 чёрный слон · a6 белая пешка · e6 чёрная ладья · h6 белый конь · b5 белая пешка · d2 белая пешка · d1 белый король | h8 чёрный король · g7 чёрный слон · a6 белая пешка · e6 чёрная ладья · h6 белый конь · b5 белая пешка · d2 белая пешка · d1 белый король | h8 чёрный король · g7 чёрный слон · a6 белая пешка · e6 чёрная ладья · h6 белый конь · b5 белая пешка · d2 белая пешка · d1 белый король | h8 чёрный король · g7 чёрный слон · a6 белая пешка · e6 чёрная ладья · h6 белый конь · b5 белая пешка · d2 белая пешка · d1 белый король | h8 чёрный король · g7 чёрный слон · a6 белая пешка · e6 чёрная ладья · h6 белый конь · b5 белая пешка · d2 белая пешка · d1 белый король | 2 |
| 1 | h8 чёрный король · g7 чёрный слон · a6 белая пешка · e6 чёрная ладья · h6 белый конь · b5 белая пешка · d2 белая пешка · d1 белый король | h8 чёрный король · g7 чёрный слон · a6 белая пешка · e6 чёрная ладья · h6 белый конь · b5 белая пешка · d2 белая пешка · d1 белый король | h8 чёрный король · g7 чёрный слон · a6 белая пешка · e6 чёрная ладья · h6 белый конь · b5 белая пешка · d2 белая пешка · d1 белый король | h8 чёрный король · g7 чёрный слон · a6 белая пешка · e6 чёрная ладья · h6 белый конь · b5 белая пешка · d2 белая пешка · d1 белый король | h8 чёрный король · g7 чёрный слон · a6 белая пешка · e6 чёрная ладья · h6 белый конь · b5 белая пешка · d2 белая пешка · d1 белый король | h8 чёрный король · g7 чёрный слон · a6 белая пешка · e6 чёрная ладья · h6 белый конь · b5 белая пешка · d2 белая пешка · d1 белый король | h8 чёрный король · g7 чёрный слон · a6 белая пешка · e6 чёрная ладья · h6 белый конь · b5 белая пешка · d2 белая пешка · d1 белый король | h8 чёрный король · g7 чёрный слон · a6 белая пешка · e6 чёрная ладья · h6 белый конь · b5 белая пешка · d2 белая пешка · d1 белый король | 1 |
|   | a | b | c | d | e | f | g | h |   |

1.Кf7+ Крg8 2.a7 Лe8 3.Кd6 Лd8 4.Кf5! 

(4.b6? Сd4 5.Кc8 Л:c8 6.b7 Лc1+! 7.Кр:c1 С:a7 с ничьей)

4...Сf8 5.b6 Сc5 (предварительное перекрытие вертикали с)
6.Кe7+ Крf7 7.Кc8! Л:c8 8.b7 и белые выигрывают, поскольку поле c1 для ладьи теперь недоступно.